# Drosophila melanissima
Drosophila melanissima är en tvåvingeart som beskrevs av Alfred Sturtevant 1916. Drosophila melanissima ingår i släktet Drosophila och familjen daggflugor.
Artens utbredningsområde sträcker sig från North Carolina till Texas och Florida.